# Třída Nampcho
Třída Nampcho (jinak též třída MLS-II) je třída víceúčelových minonosek námořnictva Korejské republiky. Jejich sekundárním účelem je ničení ponorek. Celkem je plánována stavba až pěti jednotek této třídy. Prototypové plavidlo Nampcho má do služby vstoupit roku 2017. Třída též nese označení HDM-4000. Jsou to nejmodernější aktuálně sloužící minolovky.

## Stavba
Jihokorejské námořnictvo v 90. letech 20. století postavilo v rámci programu MLS-I svou první domácí minonosku Wonsan (MLS-560). Dle původních plánů měly být postaveny až tři plavidla třídy Wonsan, kvůli nedostatku financí ale zůstalo u jediného kusu. Až na počátku druhé dekády 21. století byl zahájen vývoj vylepšené druhé generace jihokorejských minonosek, označený MLS-II. Jihokorejská loděnice Hyundai Heavy Industries (HHI) vyvinula plavidlo vycházející z domácích fregat třídy Inčchon, se kterými má také ve významné míře unifikované vybavení.
Prototypovou jednotku staví loděnice Hyundai Heavy Industries (HHI). Minonoska Nampcho byla na vodu spuštěna 27. května 2015 a její přijetí do služby bylo plánováno na říjen 2016. Kvůli blíže nespecifikovaným potížím ale bylo odloženo na rok 2017. Nampcho byla konečně námořnictvem převzata 9. června 2017.
Jednotky třídy Nampcho:
| Jméno                  | Spuštěna        | Vstup do služby | Status  |
| ---------------------- | --------------- | --------------- | ------- |
| ROKS Nampcho (MLS-570) | 27. května 2015 | 9. června 2017  | zkoušky |

## Konstrukce
Konstrukce třídy vychází z fregat třídy Inčchon. V konstrukci byla uplatněna opatření pro redukci signatur (stealth tvarování trupu, ochlazování zplodin pohonu ad.). Vzhledem k tomu, že sekundární úlohou třídy je vyhledávání a ničení ponorek, ponesou řadu pokročilých senzorů a protiponorkovou výzbroj. Elektroniku tvoří přehledový 3D radar SPS-550K, systém řízení palby SPG-540K (jeho součástí je střelecký radar a optotronický senzor) a navigační radar. K detekci ponorek slouží trupový sonar SQS-240K. Obranu posiluje systém elektronického boje SLQ-200K Sonata, dva vrhače klamných cílů Rheinmetall MASS a dva vrhače protitorpédových klamných cílů SLQ-261K TACM.
Hlavňovou výzbroj tvoří jeden 76mm kanón ve věži na přídi. Čtyřnásobné vertikální vypouštěcí silo K-VLS pojme 16 protiletadlových řízených střel Häkung, nebo čtyři raketová torpéda Hong Sang Eo. Výzbroj doplňují dva trojhlavňové 324mm torpédomety pro lehká torpéda K745 Chung Sang Eo. Ze zádě bude operovat střední vrtulník. K jeho uložení loď ponese hangár. Nejvyšší rychlost dosahuje 23 uzlů. Dosah je 4500 námořních mil při 15 uzlech.